# E402

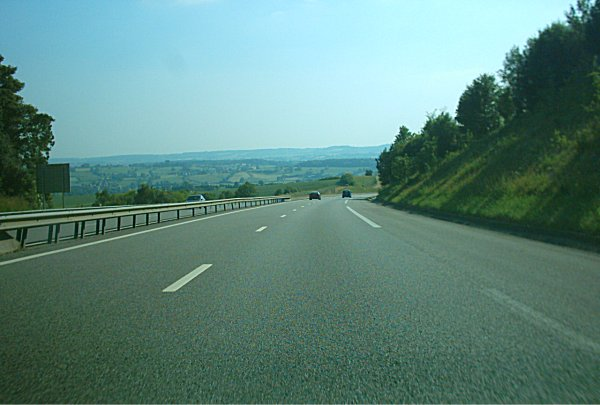
E44/E402/A28 nära Neufchâtel-en-Bray.

E402 eller Europaväg 402 är en europaväg som går mellan Calais och Le Mans i Frankrike.  Längden är cirka 420 kilometer. 

## Sträckning
Calais - Boulogne-sur-Mer - Abbeville - Neufchâtel-en-Bray - Rouen - Alençon - Le Mans

## Standard
E402 är motorväg (A16 och A28) största delen av sträckan. Motorvägen A28 har vissa luckor, där E402 följer landsvägar.

## Anslutningar
| - E40 - E15 - E44 - E46 |  | - E5 - E50 - E501 - E502 |